# Merystem zarodkowy
Merystem zarodkowy – twórcza tkanka roślinna występująca zarodkach roślin. Powoduje rozwój zarodka do czasu powstania merystemów pierwotnych, tj. uformowania się merystemów wierzchołkowych wytyczających oś korzeniowo-pędową rośliny.